# Klaus Günther (Gewerkschafter)
Klaus Günther (* 7. August 1938 in Schkeuditz) ist ein deutscher Maschinenschlosser und früherer Volkskammerabgeordneter für den Freien Deutschen Gewerkschaftsbund (FDGB).

## Leben
Günther stammt aus der preußischen Provinz Sachsen und ist der Sohn einer Arbeiterfamilie. Nach dem Besuch der Grundschule und der Berufsschule erlernte er von 1952 bis 1954 den Beruf eines Maschinenschlossers. Er besuchte die Abendschule für die Meisterprüfung und arbeitete als Einrichter und Brigadier im VEB Drehmaschinenwerk Leipzig, wo er Mitglied einer sozialistischen Brigade wurde. Später qualifizierte er sich zum Auslandsmonteur.

## Politik
Günther trat 1952 in den FDGB ein und war von 1962 bis 1963 Abteilungsparteiorganisations-Sekretär.
In der Wahlperioden von 1963 bis 1967 war er Mitglied der FDGB-Fraktion in der Volkskammer der DDR. 

## Auszeichnungen
- Aktivist der sozialistischen Arbeit